# Guangxi Finance Plaza
Guangxi Finance Plaza («Гуанси Файнэнс Плаза», также известен как Nanning International Finance Center) — сверхвысокий офисный небоскрёб, расположенный в китайском городском округе Наньнин (Гуанси-Чжуанский автономный район), на центральной торговой магистрали Миньчжу-авеню. Построен в 2017 году в стиле модернизма, по состоянию на 2020 год являлся третьим по высоте зданием города, 63-м по высоте зданием Китая, 74-м — Азии и 119-м — мира. 
321-метровая башня имеет 68 наземных и 4 подземных этажа. На высоте 320,5 м расположена вертолётная площадка. Площадь комплекса — 219 тыс. м². В подиуме расположен торговый центр и автомобильный паркинг на 1892 места. Архитектором небоскрёба выступила китайская фирма Hualan Design Group. 